# Шарптаун (Мериленд)
Шарптаун (енгл. Sharptown) град је у америчкој савезној држави Мериленд.

## Демографија
По попису из 2010. године број становника је 651, што је 2 (0,3%) становника више него 2000. године.
| Група             | 2000.       | 2010.       |
| Белци             | 614 (94,6%) | 591 (90,8%) |
| Афроамериканци    | 24 (3,7%)   | 33 (5,1%)   |
| Азијати           | 1 (0,2%)    | 3 (0,5%)    |
| Хиспаноамериканци | 2 (0,3%)    | 14 (2,2%)   |
| Укупно            | 649         | 651         |